# Höhlenweg

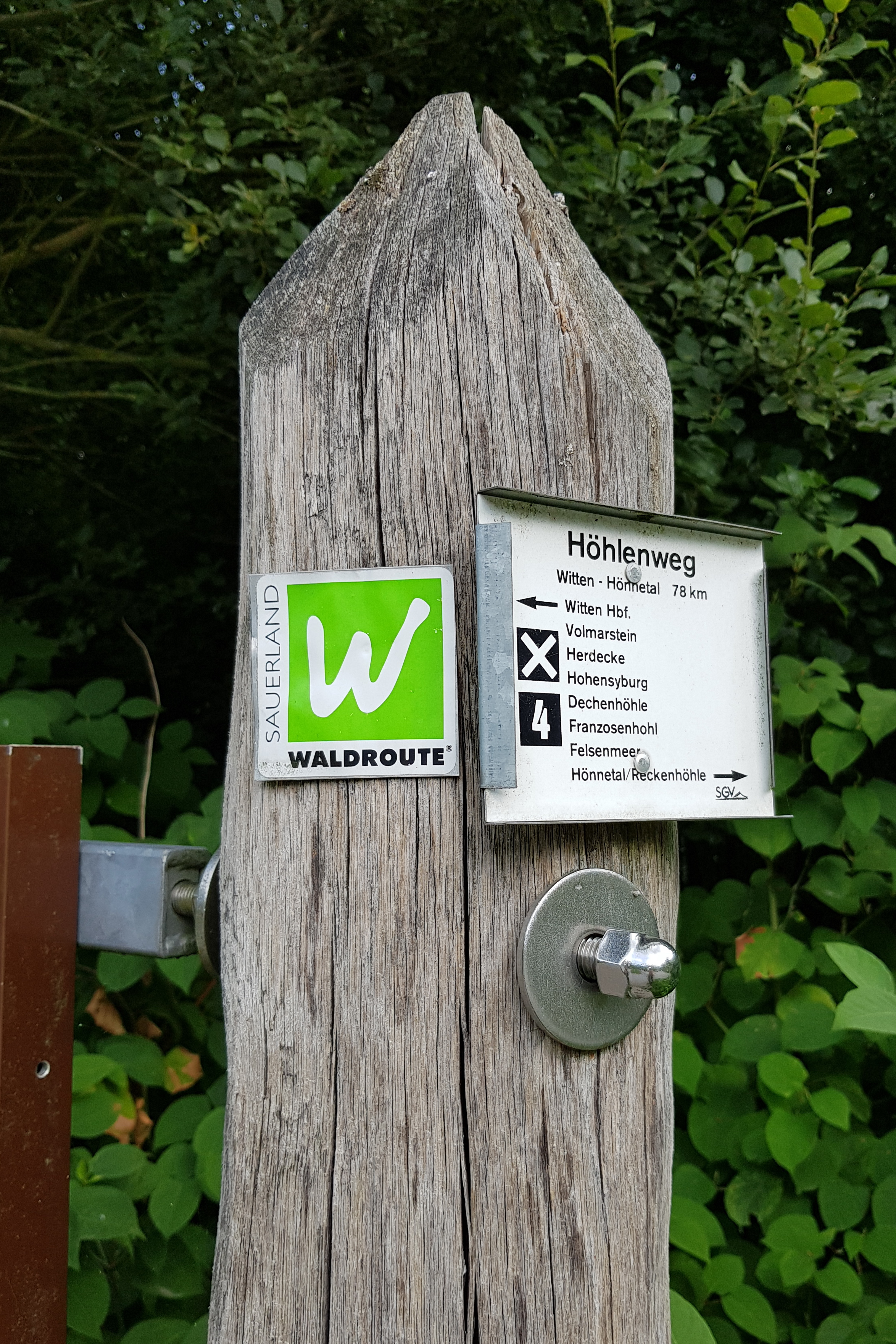
Wanderwegtafel Höhlenweg in Hemer-Brockhausen

Der Höhlenweg war ein Hauptwanderweg im Vereinsgebiet des Sauerländischen Gebirgsvereins und besaß wie auch all die anderen Hauptwanderstrecken als Wegzeichen das weiße Andreaskreuz (X), an Kreuzungspunkten um die Ziffer 4 erweitert.
Er begann in Witten am Bahnhof und führte über das Muttental, Volmarstein, Wetter (Ruhr), Herdecke, Hengsteysee, Iserlohn und Sundwig nach Binolen im Hönnetal. Die Gesamtlänge betrug 76 km.
Seinen Namen hatte der Wanderweg von den vielen Höhlen, die an der Strecke liegen, wie die Dechenhöhle und die Reckenhöhle.
Im Jahr 2012 wurde vom SGV entschieden, den Höhlenweg zusammen mit weiteren Hauptwanderwegen aufzugeben und nicht mehr nachzumarkieren. Er wurde am 1. April 2014 aus dem Wegekataster des Vereins gelöscht.